# Монтекарло (Лукка)
Монтекарло (итал. Montecarlo) — коммуна в Италии, располагается в регионе Тоскана, в провинции Лукка.
Население составляет 4345 человек (2008 г.), плотность населения составляет 290 чел./км². Занимает площадь 15 км². Почтовый индекс — 55015. Телефонный код — 0583.
Покровителями коммуны почитаются Пресвятая Богородица (Madonna del Soccorso), празднование 8 сентября, и святой апостол Андрей, празднование 30 ноября.

## Демография
Динамика населения:

## Администрация коммуны
- Официальный сайт: http://www.comune.montecarlo.lu.it/